# 초곡산성
초곡산성(草谷山城)은 대구광역시 달성군 유가읍, 비슬산 유가사 서쪽 해발 600미터 높이에 있는 산성이다. 2008년 4월 10일 대구광역시의 기념물 제17호로 지정되었다.

## 개요
초곡산성은 비슬산 유가사 서쪽 해발 700미터 산 정상에 위치하여 북동에서 남서방향으로 길게 타원형으로 자리 잡은 성으로, 성의 둘레는 1,700미터이며 산성 내에 분포한 고분군으로 보아 삼국시대 축성된 산성으로 여겨진다.
성곽의 형태는 꼭대기가 평탄하며 절벽인 자연지형을 이용한 퇴뫼식 산성으로 성내부에는 성문, 망루 등의 흔적뿐만 아니라 기와, 우물, 고분군 등이 확인되어 달성군 현풍읍, 유가읍 일대의 중요한 유적으로 역사적 가치가 있다.

## 같이 보기
- 비슬산

## 참고 자료
- 초곡산성 - 국가유산청 국가유산포털